# Las Brujas Airport (flygplats i Chile)
Las Brujas Airport är en flygplats i Chile.   Den ligger i provinsen Provincia de Choapa och regionen Región de Coquimbo, i den centrala delen av landet, 190 km norr om huvudstaden Santiago de Chile. Las Brujas Airport ligger 447 meter över havet.
Terrängen runt Las Brujas Airport är huvudsakligen kuperad, men österut är den bergig. Las Brujas Airport ligger nere i en dal. Närmaste större samhälle är Salamanca, 5,0 km öster om Las Brujas Airport.
Omgivningarna runt Las Brujas Airport är i huvudsak ett öppet busklandskap. Runt Las Brujas Airport är det mycket glesbefolkat, med 7 invånare per kvadratkilometer.